# 過海隧道巴士641線
過海隧道巴士641線是香港的一條特快東區海底隧道巴士路線，由九巴及城巴聯合營運，來往啟德（啟晴邨）及中環（港澳碼頭），途經九龍灣、牛頭角、觀塘市中心、藍田、灣仔、金鐘、中環及上環，只於平日繁忙時間提供服務。
本線為東隧首條來往九龍城區的專營過海巴士路線，第二條為608線。

## 歷史
- 1987年5月1日：本線前身141線投入服務，來往觀塘（仁愛圍）及中環（港澳碼頭），輔助101線，途經機場隧道及紅磡海底隧道。[1]
- 1991年：當時141線是收$5.3，比101及其他同類型路線收$4.5高出80¢。
- 1993年3月15日：本路線改經東區海底隧道及東區走廊，總站由觀塘（仁愛圍）遷往啟業，並改稱641。[2]
- 1994年6月15日：九巴開始增派空調巴士行走本線。
- 1998年9月1日：中巴專營權結束，本線改為九巴及新巴聯營，並與601線成為新巴首兩條以九龍區為總站的東隧專利過海巴士路線。
- 2000年2月1日：本線改為全空調服務。
- 2011年8月20日：因應客量偏低，本線提早星期六下午時段尾班車開出時間[3][4]。
- 2011年8月31日：配合土木工程拓展署啟德發展的道路改善計劃，本線往啟業方向改經宏照道、常悅道，不再途經MegaBox外一段常怡道[5]。
- 2013年11月9日：九龍區總站遷移至啟德（啟晴邨）。[6][7][8]

路線延長至啟德（啟晴邨）後，由於總站位於太子道東以南、宏光道以西，按區議會地區分界屬九龍城區的啟德北選區（G12），因此成為首條及當時唯一一條以九龍城區作總站並取道東區海底隧道往返的過海隧道巴士路線，直至2018年8月27日，過海隧道巴士608線開辦為止。
- 2016年4月17日：九巴班次增設到站時間預報。
- 2018年5月28日：新巴班次增設實時抵站時間查詢服務。
- 2023年7月1日：因應新巴城巴合併，本線改由九巴及城巴聯合經營。
- 2024年12月2日：星期一至五上午由啟德及中環開出的尾班車分別延至08:50及08:40。

## 服務時間及班次
| 啟德（啟晴邨）開 | 啟德（啟晴邨）開                  | 中環（港澳碼頭）開 | 中環（港澳碼頭）開                |
| 日期             | 開出時間                          | 日期               | 開出時間                          |
| ---------------- | --------------------------------- | ------------------ | --------------------------------- |
| 星期一至五       | 06:55、07:15、07:30、07:40        | 星期一至五         | 06:55、07:10、07:25、07:40        |
| 星期一至五       | 07:50、08:05、08:20、08:40        | 星期一至五         | 07:55、08:15、08:35               |
| 星期一至五       | 16:45、17:00、17:15、17:35        | 星期一至五         | 16:45、17:00、17:15、17:30、17:45 |
| 星期一至五       | 17:55、18:15、18:30、18:45        | 星期一至五         | 18:05、18:25、18:45               |
| 星期一至五       | 19:05、19:25、19:45、20:10        | 星期一至五         | 19:00、19:20、19:35、19:50、20:10 |
| 星期六           | 06:55、07:20、07:40、07:55        | 星期六             | 06:55、07:20、07:40、07:55        |
| 星期六           | 08:15、08:30                      | 星期六             | 08:15、08:35                      |
| 星期六           | 16:45、17:05、17:30、17:50、18:15 | 星期六             | 16:45、17:05、17:30、17:55、18:20 |

- 星期日及公眾假期不設服務
- 有紅字班次為九巴派車，其餘班次為城巴派車。

## 收費
全程：$13.8
- 過東區海底隧道後中環（港澳碼頭）／啟德（啟晴邨）：$7.7

| - 本線設有12歲以下小童及65歲或以上長者半價優惠。 - 65歲或以上香港居民使用「樂悠咭」，以及12歲以下合資格殘疾兒童使用「殘疾人士身份」個人八達通繳付車資，均可享有每程$2.0或半價（以較低者為準）的票價優惠；12至64歲合資格殘疾人士使用「殘疾人士身份」個人八達通（包括「樂悠咭」），以及60至64歲香港居民使用「樂悠咭」繳付車資，均可享有每程$2.0或全費（以較低者為準）的票價優惠。 - 65歲或以上長者如使用長者或一般個人八達通繳付車資，則只可享有半價優惠；12至64歲合資格殘疾人士如不使用「殘疾人士身份」個人八達通，以及60至64歲人士如不使用「樂悠咭」繳付車資，必須繳付全費。 - 乘客可以現金或八達通於上車時付款，不設找續。 - 每位成人乘客可免費攜帶最多兩名4歲以下而不佔座位的兒童乘客乘車，超額之4歲以下小童必須繳付小童車費乘車。 - 持有「九巴月票」之乘客在車票有效期內，每日可享最多10程任何九龍巴士及龍運巴士路線（包括本路線，合資格車程只適用於九龍巴士／龍運巴士提供的班次；惟乘搭機場「A」及「NA」線則可享原價二七折優惠（不會計算每天10次合資格車程））；而B1線則可每日可享最多2程（不會計算每天10次合資格車程）。 - 九龍巴士、城巴、龍運巴士及陽光巴士全職員工及家屬（不包括外判職員）可免費乘搭本路線（陽光巴士員工及家屬只適用於九龍巴士提供的班次），惟必須拍職員或職員家屬八達通。 - 乘客亦可使用AlipayHK「易乘碼」、支付寶、WeChatHK／微信支付「搭車碼」、銀聯雲閃付「乘車碼」及BOC Pay「乘車碼」、具有感應式支付功能的JCB、卡美國運通、大來國際、Discover Card（只適用於九龍巴士／龍運巴士提供的班次）、VISA、Mastercard及銀聯卡，以及Apple Pay、Google Pay及Samsung Pay流動支付平台繳付車資。九巴班次的乘客使用上述付款方式，將只可享有與其他九巴路線／聯營路線九巴班次之轉乘優惠；城巴班次的乘客使用上述付款方式，將只可享有與其他城巴獨營路線或聯營線城巴班次之轉乘優惠。乘客亦不能享有「公共交通費用補貼計劃」及「長者及合資格殘疾人士公共交通票價優惠計劃」。 |

## 八達通轉乘優惠
乘客登上本線往港島方向後150分鐘內以同一張八達通卡於東區海底隧道收費廣場轉乘以下路線往港島方向，或從以下路線登車後150分鐘內以同一張八達通卡於東區海底隧道收費廣場轉乘本線往港島方向，次程可獲$5折扣優惠：
使用八達通卡乘搭此路線往港島方向之乘客，若於登車後150分鐘內在東區海底隧道巴士轉乘站以同一張八達通卡轉乘下列路線往港島，第二程成人票價可減收$5.0，小童／長者票價減收$2.5：
| 東隧轉乘優惠計劃路線列表 | 東隧轉乘優惠計劃路線列表 | 東隧轉乘優惠計劃路線列表 | 東隧轉乘優惠計劃路線列表 |
| 巴士公司                 | 轉乘路線                 | 出發地                   | 目的地                   |
| ------------------------ | ------------------------ | ------------------------ | ------------------------ |
| 城巴、九巴               | 302                      | 慈雲山（北）             | 上環                     |
| 城巴、九巴               | 302A                     | 慈雲山（北）             | 北角（健康村）           |
| 城巴、九巴               | 307                      | 大埔中心                 | 中環碼頭                 |
| 城巴、九巴               | 307A                     | 大埔頭                   | 上環                     |
| 城巴、九巴               | 307P                     | 大埔（汀太路）           | 天后站                   |
| 九巴                     | 373                      | 聯和墟                   | 中環（香港站）           |
| 城巴、九巴               | 601                      | 寶達                     | 金鐘（東）               |
| 城巴、九巴               | 601P                     | 寶達                     | 上環                     |
| 九巴                     | 603                      | 平田                     | 中環碼頭                 |
| 九巴                     | 603A                     | 平田                     | 中環                     |
| 九巴                     | 603S                     | 平田                     | 中環                     |
| 城巴、九巴               | 606                      | 彩雲（豐盛街）           | 小西灣（藍灣半島）       |
| 城巴、九巴               | 606A                     | 彩雲（豐盛街）           | 耀東邨                   |
| 城巴、九巴               | 606X                     | 九龍灣                   | 小西灣（藍灣半島）       |
| 城巴                     | 608                      | 九龍城（盛德街）         | 筲箕灣                   |
| 九巴                     | 613                      | 安泰（西）               | 筲箕灣                   |
| 九巴                     | 613A                     | 安泰（西）               | 杏花邨                   |
| 城巴、九巴               | 619                      | 順利                     | 中環（港澳碼頭）         |
| 城巴、九巴               | 619P                     | 順利                     | 中環（港澳碼頭）         |
| 城巴、九巴               | 641                      | 啟業                     | 中環（港澳碼頭）         |
| 城巴、九巴               | 671                      | 鑽石山站                 | 鴨脷洲（利樂街）         |
| 九巴                     | 673                      | 上水                     | 中環（香港站）           |
| 九巴                     | 673A                     | 上水                     | 中環（林士街）           |
| 九巴                     | 673P                     | 上水                     | 中環（林士街）           |
| 城巴、九巴               | 678                      | 上水                     | 銅鑼灣（東院道）         |
| 城巴、九巴               | 680                      | 利安                     | 金鐘（東）               |
| 城巴、九巴               | 680B                     | 富安花園                 | 金鐘（東）               |
| 城巴、九巴               | 680P                     | 烏溪沙站                 | 金鐘（東）               |
| 城巴、九巴               | 680X                     | 烏溪沙站                 | 中環（港澳碼頭）         |
| 城巴、九巴               | 681                      | 馬鞍山市中心             | 中環（香港站）           |
| 城巴、九巴               | 681P                     | 耀安                     | 上環                     |
| 城巴                     | 682                      | 烏溪沙站                 | 柴灣（東）               |
| 城巴                     | 682A                     | 馬鞍山市中心             | 柴灣（東）               |
| 城巴                     | 682B                     | 沙田（水泉澳邨）         | 柴灣（東）               |
| 城巴                     | 682P                     | 烏溪沙站                 | 柴灣（東）               |
| 城巴、九巴               | 690                      | 康盛花園                 | 中環（交易廣場）         |
| 城巴、九巴               | 690P                     | 康盛花園                 | 中環（交易廣場）         |
| 城巴                     | 694                      | 調景嶺站                 | 小西灣邨                 |

## 使用車輛

### 九巴
現時本線共獲派3輛富豪B9TL 12米（AVBWU）雙層空調巴士於本線服務時段內行走，均屬九龍灣車廠。每天早上有來自621線的柯打。
本線用車平日非繁忙時間需柯打21及606線。
| 車隊編號 | 車牌   |
| -------- | ------ |
| AVBWU99  | PW 102 |
| AVBWU102 | PW2609 |
| AVBWU212 | RA 195 |

### 城巴
城巴方面共派出4輛雙層巴士，主要為：亞歷山大丹尼士Enviro 400 10.5米（38XX）、亞歷山大丹尼士Enviro 500（11.3米40XX、12米55XX）、亞歷山大丹尼士Enviro 500 MMC（11.3米40XX、12米55XX-58XX、12.8米61XX-62XX）、富豪B9TL（11.3米45XX、12米52XX）及富豪B8L 12米（523X）。

## 行車路線
啟德（啟晴邨）開經：沐虹街、沐翠街、宏照道、啟祥道、宏光道、常悅道、常怡道、常怡道天橋、牛頭角道、雅麗道、觀塘道、鯉魚門道、藍田公共運輸交匯處、鯉魚門道、東區海底隧道、東區走廊、維園道、告士打道、夏愨道、紅棉路、金鐘道、德輔道中、禧利街、干諾道中及港澳碼頭通道。
中環（港澳碼頭）開經：港澳碼頭通道、干諾道中、林士街、德輔道中、金鐘道、軒尼詩道、菲林明道、鴻興道、天橋、維園道、東區走廊、東區海底隧道、鯉魚門道、觀塘道、協和街、同仁街、裕民坊、康寧道、牛頭角道、常怡道天橋、常怡道、宏照道、常悅道、宏光道、啟禮道、宏照道、宏光道、啟華街、啟成街、承啟道及沐虹街。

### 沿線車站

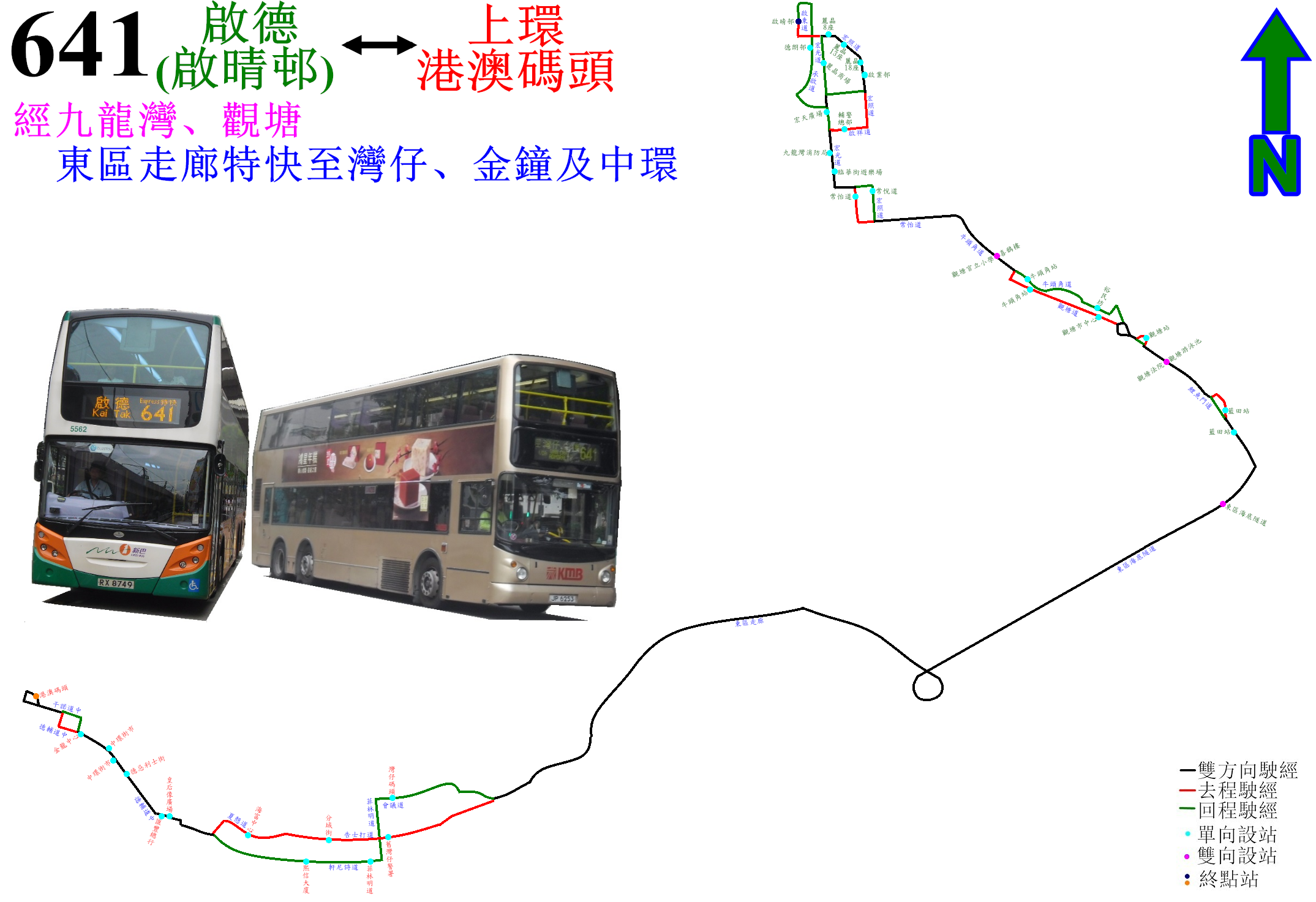
641線的走線圖

| 啟德（啟晴邨）開 | 啟德（啟晴邨）開             | 啟德（啟晴邨）開         | 中環（港澳碼頭）開 | 中環（港澳碼頭）開       | 中環（港澳碼頭）開       |
| 序號             | 車站名稱                     | 位置                     | 序號               | 車站名稱                 | 位置                     |
| ---------------- | ---------------------------- | ------------------------ | ------------------ | ------------------------ | ------------------------ |
| 1                | 啟德（啟晴邨）               | 沐虹街                   | 1                  | 中環（港澳碼頭）         | 中環（港澳碼頭）巴士總站 |
| 2                | 麗晶花園8座                  | 宏照道                   | 2                  | 中環街市                 | 德輔道中                 |
| 3                | 啟業邨                       | 宏照道                   | 3                  | 德忌利士街               | 德輔道中                 |
| 4                | 香港輔助警察隊總部           | 啟祥道                   | 4                  | 皇后像廣場               | 德輔道中                 |
| 5                | 臨華街遊樂場                 | 宏光道                   | 5                  | 軍器廠街                 | 軒尼詩道                 |
| 6                | 常怡道                       | 常怡道                   | 6                  | 菲林明道                 | 軒尼詩道                 |
| 7                | 花園大廈喜鵲樓               | 牛頭角道                 | 7                  | 灣仔碼頭                 | 鴻興道                   |
| 8                | 創紀之城 （牛頭角站）（U7）  | 觀塘道                   | 8                  | 東區海底隧道轉車站（L1） | 東區海底隧道             |
| 9                | 觀塘轉車站－觀塘市中心（T2） | 觀塘道                   | 9                  | 藍田站                   | 鯉魚門道                 |
| 10               | 觀塘站（S2）                 | 觀塘站公共運輸交匯處     | 10                 | 觀塘法院（F1）           | 鯉魚門道                 |
| 11               | 觀塘游泳池（R3）             | 鯉魚門道                 | 11                 | 裕民坊                   | 裕民坊                   |
| 12               | 藍田站                       | 藍田公共運輸交匯處       | 12                 | 牛頭角站                 | 牛頭角道                 |
| 13               | 東區海底隧道轉車站（K2）     | 東區海底隧道             | 13                 | 觀塘官立小學             | 牛頭角道                 |
| 14               | 舊灣仔警署                   | 告士打道                 | 14                 | 常悅道 (企業廣場）       | 宏照道                   |
| 15               | 分域街                       | 告士打道                 | 15                 | 九龍灣消防局             | 宏光道                   |
| 16               | 金鐘站－海富中心             | 夏慤道                   | 16                 | 宏天廣場                 | 宏光道                   |
| 17               | 匯豐總行大廈                 | 德輔道中                 | 17                 | 麗晶花園第18座           | 宏照道                   |
| 18               | 中環街市                     | 德輔道中                 | 18                 | 麗晶花園第13座           | 宏照道                   |
| 19               | 金龍中心                     | 德輔道中                 | 19                 | 麗晶商場                 | 宏光道                   |
| 20               | 中環（港澳碼頭）             | 中環（港澳碼頭）巴士總站 | 20                 | 啟德（德朗邨）           | 承啟道                   |
|                  |                              |                          | 21                 | 啟德（啟晴邨）           | 沐虹街                   |

## 客量
此路線為上班族提供直接來往九龍灣、觀塘及中上環、灣仔的服務，免卻乘搭港鐵的多重轉乘，故逢星期一至五經常頂閘（以早上為甚）；惟隨著五天工作週日漸普及，加上啟德住宅區發展及其餘時間已有港鐵提供，星期六客量較低。
在2020年，此線在上午繁忙時段往港島方向的最高載客率約七成，下午繁忙時段往啟德方向的最高載客率則約五成，現有服務水平被認為已能應付乘客需求。

## 外部連結
九巴
- 過海隧道巴士641線 （页面存档备份，存于）

城巴
- 過海隧道巴士641線 （页面存档备份，存于）
- 過海隧道巴士641線路線圖 （页面存档备份，存于）

其他
- 過海隧道巴士641線－681巴士總站 （页面存档备份，存于）